# Irmãs Franciscanas da Bem-Aventurada Virgem Maria dos Anjos
As Irmãs Franciscanas da Bem-Aventurada Virgem Maria dos Anjos, são conhecidas como Waldbreitbach (em alemão Franziskaneren von der Heiligen Jungfrau Maria von den Engeln), é uma instituição religiosa católica exclusivamente feminina de direito pontifício: as irmãs desta congregação utilizam a seguinte abreviatura F.B.M.V.A. para o nome de sua congregação.

## História

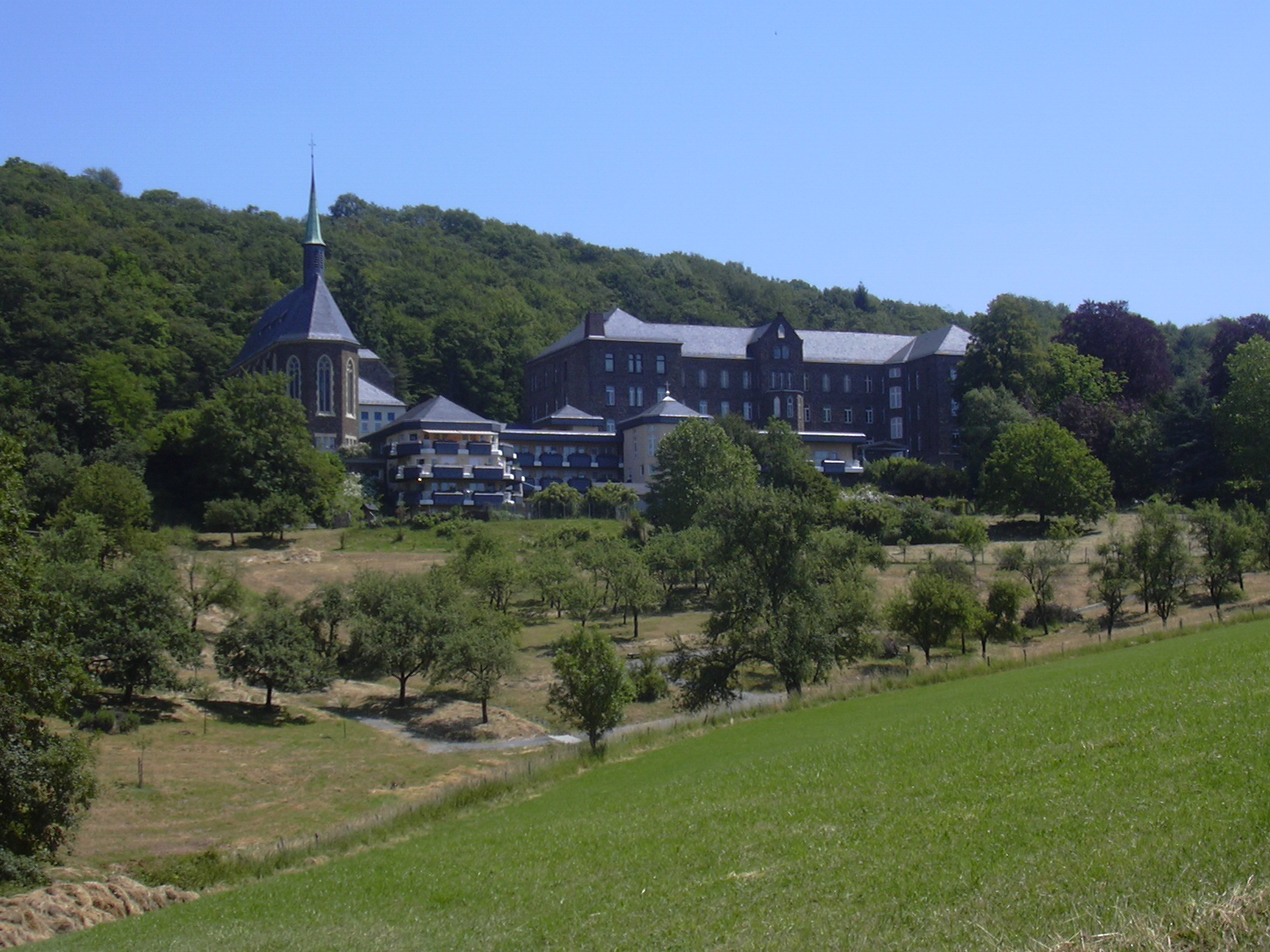
A casa sede da congregação

A congregação foi fundada pela irmã Maria Rosa Flesch (1826 - 1906): em 1844, ela começou a construir uma pequena construção ao lado da casa de seu pai e começou a se dedicar a cuidar dos pobres. Em 1851, junto com uma amiga epilética, ela se alojou em um eremitério abandonado de Waldbreitbach, na Renânia; com o tempo a comunidade começou a ser reconhecida, logo outras mulheres se juntaram e a comunidade e assim sendo ela (a comunidade) foi atribuída à ordem terceira de São Francisco.
Peter Wirth, fundador dos Irmãos Franciscanos da Santa Cruz, ajudou a Mãe Rosa Flesch, as freiras da congregação chamam a sua fundadora de Mãe Rosa, a organizar a fraternidade, cujas primeiras constituições foram aprovadas por Matthias Eberhard, bispo de Trier.
A congregação foi inicialmente dedicada a várias formas de apostolado (educação, assistência a órfãos), mas com o Kulturkampf (Guerra de Sonderbund) as irmãs tiveram que limitar sua atividade aos cuidados dos doentes.
Em 28 de agosto de 1903, os franciscanos de Waldbreitbach foram agregados à Ordem dos Frades Menores: obtiveram o decreto pontifício de louvor em 12 de dezembro de 1912 e suas constituições foram definitivamente aprovadas pela Santa Sé em 30 de abril de 1928.
A sua fundadora foi beatificada em 2008.

## Atividade e divulgação
As Irmãs Franciscanas da Bem-Aventurada Virgem Maria dos Anjos são dedicadas acima de tudo à assistência social e a saúde.
Elas estão presentes no Brasil, Alemanha, Holanda e Estados Unidos da América: a sede geral fica em Waldbreitbach na Alemanha.
Em 31 de dezembro de 2005, o instituto tinha 392 mulheres religiosas em 39 casas.